# Гулиев, Алиовсат Наджафгулу оглы
Алиовсат Наджафгулу оглы Гулиев  (азерб. Əliövsət Nəcəfqulu oğlu Quliyev; 23 августа 1922 — 6 ноября 1969) — доктор исторических наук, профессор, член-корреспондент Академии наук Азербайджанской ССР, директор Института истории Академии наук Азербайджанской ССР (с 1952 года по 1958 год и с 1967 по ноябрь 1969), почётный член Общества дружбы Чехословакия — СССР.

## Биография
Родился 23 августа 1922 года в селе Кызылагадж Сальянского района. В 1930 году поступил в сельскую школу, где из первого класса сразу перевёлся в третий. Окончил шестилетку за пять лет в 1935 году, затем продолжил учёбу в педагогическом училище в городе Сальяны. Одновременно преподавал историю в Сальянской средней школе № 4. Окончив в 1939 году указанное педучилище, в том же году поступил на исторический факультет Азербайджанского государственного университета. Преподавал историю в бакинской средней школе № 172. В 1943 году он избирался председателем профсоюзного комитета Азербайджанского государственного университета. С отличием окончил вышеназванное учебное заведение и по рекомендации кафедры истории Азербайджана был оставлен преподавателем на этой кафедре и поступил в аспирантуру по специальности «История Азербайджана». В 1945 году избирался в профсоюз работников высшей школы и научных учреждений, где работал до 1950 года.
Во время своей трудовой деятельности выполнял различные общественные работы: был членом ЦК Союза работников высшей школы и научных учреждений нескольких созывов, правления Общества по распространению политических и научных знаний Азербайджанской ССР, внештатным лектором ЦК КП Азербайджана (1945—1953 гг.), депутатом Бакинского Совета (1948—1950 гг.), длительное время членом партийного бюро Азербайджанского государственного университета и Института истории АН Азербайджанской ССР. Несколько раз избирался членом партийного комитета Академии наук Азербайджанской ССР.
Был первым председателем топонимической комиссии при Президиуме Верховного Совета Азербайджана.
В 1943 году женился на Ханум Рагимовой. В браке у них родились 3 дочери — Кябутар, Афаг, Джейран и сын Талатум.
6 ноября 1969 года умер от острого  лейкоза в возрасте 47 лет. 10 ноября 1969 года состоялись похороны. Он был похоронен в Аллее почётного захоронения.
Память
Имя Алиовсата Гулиева присвоено Сальянскому городскому дому культуры, школе в родном селе и одной из бакинских улиц. На доме где он жил, установлена мемориальная доска.
- Могила Алиовсата Гулиева на Аллее почётного захоронения в Баку
- Улица Алиовсата Гулиева в Баку

## Научная деятельность
Учёбу в аспирантуре Азербайджанского государственного университета закончил в 1947 году. В 1948 году защитил диссертацию на соискание ученой степени кандидата исторических наук на тему «Июльская всеобщая стачка в Баку 1903 году» и стал деканом исторического факультета Азербайджанского государственного университета. Затем был назначен исполняющим обязанности заведующего отделом новой истории Института истории и философии Академии наук Азербайджана. В 1949 году вышла его первая книга на азербайджанском языке «Июльская всеобщая стачка в Баку в 1903 году». В 1953 году была издана первая книга на русском языке «Мужественный борец за коммунизм Ладо Кецховели».
Работая на протяжении многих лет в Академии наук с 1952 года по 1958 год и с 1967 по ноябрь 1969 год возглавлял Институт истории.
В 1961 году защитил докторскую диссертацию на тему «Азербайджан во второй половине XIX — начале XX века». В 1962 году ему было присвоено звание профессора по специальности «история Азербайджана». В 1968 году был избран членом-корреспондентом Академии наук Азербайджана.
Написал около 80 научных трудов общим объёмом свыше 300 печатных листов, в том числе монографии и другие труды по истории бакинского пролетариата, революционного движения в Азербайджане, большевистских организаций Азербайджана и всего Закавказья, научные биографии ряда замечательных революционеров. Был соавтором многих обобщающих трудов и автор нескольких учебников.
Был одним из составителей и редактором сборников документов «Монополистический капитал в нефтяной промышленности дореволюционной России (1883—1914 гг.)», «Рабочее движение в Азербайджане в годы нового революционного подъёма (1910—1914 гг.)». Активно участвовал в создании таких трудов, как многотомники «История СССР», «Очерки истории исторической науки в СССР», обобщающих работы по истории партийных организаций Азербайджана и всего Закавказья. В том числе «Народы Кавказа» из серии «Народы мира» был подготовлен и издан при непосредственном участии А.Гулиева в качестве автора и редактора.
Ряд интересных статей ученого по истории азербайджанского народа вошел в общесоюзные энциклопедии, опубликован во многих республиках, а также в Чехословакии и Индии. Многочисленные труды А. Н. Гулиева снискали ему широкую известность в стране и за рубежом, где он не раз достойно представлял науку Советского Азербайджана. Общество чехословацко-советской дружбы избрало его своим почетным членом.
Был первым азербайджанским историком, чья статья попала в московский двухтомный сборник по этнографии. До него практически никого из Азербайджана в сборниках такого уровня не печатали.
История Азербайджана
Труд «История Азербайджана» явился плодом его решимости неуклонно идти вперед по тернистому пути науки. Велика его роль одновременно как автора, редактора и организатора в рождении этого трехтомника.
В 1948 году получил задание от руководства республики и приступил к работе. Была создана редколлегия, которая выработала основную концепцию труда и определила план истории Азербайджана. В редколлегию были включены академики Академии наук Азербайджана И. А. Гусейнов, А. С. Сумбатзаде, М. А. Дадашзаде, член-корреспондент Академии наук Азербайджана З. И. Ибрагимов, кандидат исторических наук Е. А. Токаржевский и, конечно, сам Алиовсат Гулиев.
Ответственным секретарем редколлегии был кандидат исторических наук И. В. Стригунов. В 1954 году был выпущен двухтомный макет «Истории Азербайджана», который в ходе обсуждения получил в целом положительную оценку. В 1958 году был издан первый том трехтомника «История Азербайджана» — «С древнейших времен до присоединения Азербайджана к России».
В 1960 году, спустя два года, увидел свет второй том «От присоединения Азербайджана к России до февральской буржуазно-демократической революции 1917 года». А в 1963 году вышел третий том, состоящий из двух книг — «Азербайджан в период пролетарской революции построения социализма» и «Азербайджан в годы завершения строительства социалистического общества и в период развернутого строительства коммунизма».

## Научные труды
1. 50 лет профсоюза рабочих нефтяной промышленности. В соавторстве с М. И. Найделем. Книга. Азнефтеиздат. — Баку, 1956
2. Алеша Джапаридзе. Историко-биографический очерк. Азернешр. — Баку, 1957 (на азербайджанском языке).
3. Краткий исторический очерк Азербайджана. Раздел в книге «Азербайджанская ССР». Географиздат. — Москва, 1957 (на русском языке).
4. Краткий исторический очерк Азербайджана. В соавторстве с Е. А. Токаржевским и М. А. Казиевым. Раздел в книге «Социалистический Азербайджан». Издательство АН Азербайджанской ССР. — Баку, 1958 (на русском языке).
5. Азербайджанская ССР. Исторический очерк. Украинская советская энциклопедия, том 1. — Киев, 1960 (на украинском языке).
6. Советскому Азербайджану 40 лет. 1920—1960 (коллективный). Издательство АН Грузинская ССР, — Тбилиси, 1960 (на грузинском языке).
7. Развитие исторической науки в Азербайджане в XIX — начале XX века. В соавторстве с И. М. Гасановым и И. В. Стригуновым. Книга. Азернешр. — Баку, 1960 (на азербайджанском языке).
8. Историография Азербайджана (вторая половина XII в.). В соавторстве с И. М. Гасановым. Во II томе «Истории исторической науки в СССР». Издательство АН СССР. — Москва, 1960 (на русском языке).
9. Азербайджанская ССР. Исторический очерк. Советская историческая энциклопедия, том 1. — Москва, 1961 (на русском языке).
10. Бакинский пролетариат в годы нового революционного подъёма. Монография. — Баку, Азернешр, 1963 (на русском языке).
11. Азербайджан. Исторический очерк. В книге «Атлас Азербайджанской ССР». — Баку-Москва, 1963
12. «Гуммет». В соавторстве с Дж. Б.Гулиевым. Советская историческая энциклопедия, том 4. — Москва, 1963 (на русском языке).
13. Начало рабочего движения в Азербайджане. Возникновение первых социал-демократических кружков. Создание бакинской организации РСДРП (80-е годы XIX века — 1901 год). В соавторстве с И. В. Стригуновым. Глава 1. В книге «Очерки истории 1 Коммунистической партии Азербайджана». Азернешр. — Баку, 1963 (на русском языке).
14. И. П. Вацек в революционном движении в Баку. Монография. — Баку, 1965 (на русском языке).
15. Дорогой свободы и счастья. В соавторстве с И. В. Стригуновым. Книга. Азернешр. — Баку, 1967 (на русском языке).

Учебники
1. «Ана Дили» («Родная речь»). Раздел истории. «Азернешр». — Баку, 1951—1960 (на азербайджанском языке).
2. «Ана Дили» («Родная речь»). Учпедгиз. — Баку, 1961—1967
3. «История Азербайджана» (для 7-8 классов). Соответствующие главы. Учпедгиз. — Баку, 1964

## Награды
1. Орден Трудового Красного Знамени — 1967
2. Медаль «За доблестный труд в Великой Отечественной войне 1941-1945 гг.»
3. Почетная грамота Верховного Совета Азербайджанской ССР (дважды)
4. Медаль «Знак Почета» II степени ЦК союза чехословацко-советской дружбы.